# Slavomír Imrich
Slavomír Imrich (* 14. Januar 1972) ist ein slowakischer Sommerbiathlet in der Stilrichtung Crosslauf.
Slavomír Imrich nahm erstmals bei den Sommerbiathlon-Weltmeisterschaften 2005 in Muonio an einer internationalen Meisterschaft teil. Er wurde 14. im Sprint sowie 17. in Verfolgung und Massenstart. Im Staffelrennen belegte er an der Seite von Radovan Cienik, Peter Košinár und Davorín Škvaridlo den sechsten Platz. Drei Jahre später kam Imrich bei den Sommerbiathlon-Weltmeisterschaften 2008 in der Haute-Maurienne erneut zum Einsatz. Der Slowake belegte im Sprint den 18., in der Verfolgung den 19. Platz. Bei den Sommerbiathlon-Europameisterschaften 2011 in Martell erreichte er den 26. Platz im Sprint und wurde 23. des Verfolgungsrennens.